# Eliomys
Eliomys es un género de roedores esciuromorfos de la familia Gliridae. Son propios de Europa y África.
Son roedores pequeños, de 10 a 13 cm, incluyendo la cola, tienen una franja de pelo de color negro en la zona ocular, que a modo de careta le cubre parte del rostro y se prolonga tras las orejas.
Son omnívoros; comen especialmente frutos otoñales como los de la zarzamora, castañas, bellotas, etc.  También consumen insectos (ortópteros, arácnidos, etc.), caracoles, crías de aves y otros pequeños roedores. Pueden llegar a devorar a sus congéneres tras el largo letargo invernal.

## Especies
- Eliomys melanurus, Wagner, 1840.
- Eliomys munbyanus, Pomel, 1856.
- Eliomys quercinus, Linneo, 1766.